# タツタ電線
タツタ電線株式会社（タツタでんせん、英文社名 Tatsuta Electric Wire Cable Co,.LTD）は、大阪府東大阪市に本社を置く、電線や光ファイバー、電子材料などを製造する企業である。ENEOSホールディングス及びJX金属の子会社。

## 概要
電線・ケーブルが事業の中心であり、設備用電線・ケーブル、配電用電線、車両用電線、鉄道信号用ケーブル、機器用電線、原子力発電所用電線・ケーブル、及び耐屈曲性を強化したファクトリーオートメーション・ロボット用ケーブル、電磁波シールド等を製造している。
エレクトロニクス部品分野では、光ファイバカプラやコネクタ等の配線部品の他、電子回路用の材料を製造している。また、情報通信用ケーブルとして、光ケーブル、メタル通信ケーブル等の製品を製造している。
これらの他、応用システムとして、漏水検知、入退室管理、侵入監視の各システムを取り扱っている。また、環境分析事業も展開している。

## 沿革
- 1943年（昭和18年）1月5日 - 大阪府布施市（現・東大阪市）にて有限会社豆陽金属工業所として、非鉄金属の溶解精錬加工を開始。
- 1945年（昭和20年）
  - 9月28日 - 東洋伸銅株式会社と合併し、株式会社豆陽金属工業所を設立。
  - 11月 - 鍋、釜、電気器具、バルブ等家庭・民生品の製造開始。
- 1946年（昭和21年）
  - 2月28日 - 商号をタツタ産業株式会社に変更。
  - 12月26日 - 商号をタツタ伸銅株式会社に変更。裸銅線の製造を開始。
- 1947年（昭和22年）
  - 8月11日 - 反射炉、初回の湯出し成功。
  - 10月25日 - 熱間圧延設備稼働開始（この日を創立記念日に制定）。
- 1948年（昭和23年）7月21日 - 商号をタツタ電線株式会社に変更。
- 1949年（昭和24年）10月 - 大阪電線工業株式会社を合併し、熔銅より被覆線に至る一貫生産体制を確立（同社工場を高井田工場とする）。
- 1950年（昭和25年）4月 - タツタバルブ株式会社（現・中国電線工業）を設立。
- 1951年（昭和26年）
  - 9月 – ビニル押出機導入、ビニル絶縁電線開発着手
  - 12月 - 株式会社第二久保田鉄工と大阪府中河内郡若江村に工場売買契約締結（若江工場、現・大阪工場）。
- 1952年（昭和27年）
  - 2月 – ビニル絶縁電線初出荷。
  - 4月 - 大阪府中河内郡若江村（現・東大阪市）に若江工場を建設開始。
  - 7月 - 高井田工場の設備を若江工場に移転開始。
  - 9月 - 若江工場の操業が本格化。
- 1953年（昭和28年）
  - 6月 - 通信ケーブル開発に着手。丸豊電線株式会社に資本参加。
- 1954年（昭和29年）
  - 2月11日 - 大阪証券取引所に上場。
  - 4月 - タツタバルブが営業内容を一新し、商号を近畿伸銅株式会社に変更。
- 1955年（昭和30年）
  - 1月15日 - 河内市の市制実施に伴い、若江工場を河内工場と改称。
  - 9月 - 本社を小坂工場から河内工場内に移転。
  - 10月1日 - 通信ケーブルの製造開始。
- 1956年（昭和31年）8月1日 - 近畿伸銅が株式会社三宅電線製造所を買収し、商号を株式会社三宅電線製造所に変更。
- 1959年（昭和34年）5月1日 - 三宅電線製造所が、中国電線工業株式会社を吸収合併し、商号を中国電線工業株式会社に変更。
- 1961年（昭和36年）
  - 9月2日 - 通信ケーブル・ゴム線工場が全焼。
  - 10月2日 - 東京証券取引所に上場。
- 1962年（昭和37年）1月25日 - 電力ケーブル工場新設に着手（同年9月に完成）。
- 1963年（昭和38年）12月28日 - 昭和電線電纜株式会社（現・SWCC）との業務提携覚書に調印。
- 1965年（昭和40年）9月 - 通信ケーブル・CCPケーブル工場完成。
- 1966年（昭和41年）9月 - アルミ線工場完成。
- 1967年（昭和42年）12月7日 - 株式会社タツタ不動産設立。
- 1968年（昭和43年）6月25日 - 米国GE社とディプフォーミングプロセスに関し、技術導入契約を締結。
- 1969年（昭和44年）12月 - ディプ工場主要機械設備据付完了。
- 1970年（昭和45年）
  - 7月 - 電力ケーブル・竪型連続硫化工場完成。
  - 11月 - 超高圧試験研究設備完成。ディプ工場、12.7mm径の荒引線連続生産開始。
- 1972年（昭和47年）
  - 2月 - ディプ工場、8mm径の荒引線連続生産確立。
  - 8月12日 - 小坂工場反射炉を閉炉。
- 1973年（昭和48年）1月 - 小坂工場での荒引線の生産を終了。
- 1974年（昭和49年）3月 - 小坂工場を小坂倉庫に改称。
- 1975年（昭和50年）
  - 3月26日 - 大東資材株式会社を設立。
  - 11月1日 - 株式会社スリーティー・サービス（現・株式会社タツタトレーディング）を設立。
- 1976年（昭和51年）4月 - 福知山工場（現・京都工場）操業開始
- 1977年（昭和52年）5月1日 - 技術開発本部に分析センター設置（株式会社タツタ電線分析センターの前身）。
- 1979年（昭和54年）12月1日 - 株式会社タツタ電線分析センター（現・株式会社タツタ環境分析センター）設立。株式会社タツタ電線特品加工設立。
- 1982年（昭和57年）6月1日 - 河内工場を大阪工場に改称。
- 1984年（昭和59年）
  - 3月 - ディプ工場操業休止。
  - 4月1日 - 住友電気工業株式会社と銅荒引線加工委託契約を締結。
  - 4月 - 光ファイバケーブルの製造・販売開始。
- 2000年（平成12年）4月 - 電磁波シールドフィルムの販売開始。
- 2002年（平成14年）7月 - 住友電気工業および日立電線（現：プロテリアル）と共同で住電日立ケーブル株式会社（現・住電HSTケーブル株式会社）を設立し建設・電販向け電線事業を営業譲渡。
- 2003年（平成15年）10月 - 株式交換により、丸豊電線株式会社を完全子会社化。
- 2004年（平成16年）10月 - 株式交換により、中国電線工業株式会社を完全子会社化。
- 2007年（平成19年）
  - 4月 - 中国電線工業株式会社、丸豊電線株式会社を吸収合併。
  - 3月31日 - 大東資材株式会社解散。同年9月末で清算完了。
- 2008年（平成20年）4月 - 福知山工場の名称を京都工場へ変更。
- 2009年（平成21年）7月 - タツタトレーディングをタツタ物流株式会社に商号変更（現・タツタ　ウェルフェアサービス株式会社）。
- 2011年（平成23年）3月 - 中国江蘇省、常州に常州拓自達恰依納電線有限公司を設立
- 2012年（平成24年）11月 - マレーシアに、TATSUTA ELECTRONIC MATERIALS MALAYSIA SDN.BHD.を設立
- 2013年（平成24年）7月 - 東京証券取引所への統合に伴い、大阪証券取引所への上場を廃止。
- 2014年（平成26年）1月 - 株式取得により、立井電線株式会社を子会社化。
- 2015年（平成27年）3月 - 株式取得により、常州に常州拓自達恰依納電線有限公司を直接連結子会社化。
- 2016年（平成28年）11月 - 仙台工場完成。
- 2017年（平成29年）6月 - 株式追加取得により、立井電線を完全子会社化。
- 2018年（平成30年）6月 - 筆頭株主のJXTGホールディングス（現・ENEOSホールディングス）が保有する株式を、同社の子会社であるJX金属に譲渡。
- 2019年（平成31年）1月 - 立井電線がタツタ立井電線株式会社に商号変更。
- 2022年（令和4年）12月 - 筆頭株主であるJX金属が完全子会社にむけて株式公開買付けを発表。
- 2024年（令和6年）
  - 8月 - JX金属が株式公開買付けにより持株比率を議決権所有割合ベースで87.64%とし、親会社となる[5]。
  - 11月 - 東京証券取引所プライム市場上場廃止。株式併合によりJX金属の完全子会社となる[2]。

## 主要事業所
- 本社 - 大阪府東大阪市岩田町2丁目3番1号
- 東京支店 - 東京都港区芝2丁目13番4号（住友不動産芝ビル4号館10階）
- 大阪工場 - 大阪府東大阪市岩田町2丁目3番1号
- 京都工場 - 京都府福知山市長田野町3丁目17番地
- 仙台工場 - 宮城県黒川郡大和町テクノヒルズ2番1
- タツタテクニカルセンター - 京都府木津川市州見台6丁目5番1号

## 過去の主要事業所
- 名古屋支店 - 名古屋市名古屋市中村区名駅5丁目5-22（名駅DHビル6階）
- 広島支店 - 広島市中区大手町2丁目8番1号（大手町スクエア8階）
- 福岡支店 - 福岡市中央区薬院1丁目13番8号（九電不動産ビル）

## 社名の由来
有限会社豆陽金属工業所の創業者、辰巳卯三郎の『タツ』と多屋良三の『タ』を組み合わせたものである。

## 特徴
総合電線メーカーの中堅である他、電子材料への注力が特徴となっている。2011年5月20日の経営説明会において、電子材料事業を第二の柱として開発・育成を急ぎ、従来からのメタル・光通信ケーブル事業を縮小していく方針を示している。なお、電子材料事業の主力商品であるスマートフォン向け電磁波シールドフィルムでは、世界シェア8～9割を有している。
また、実業団の強豪スポーツチームとしてバスケットボールチームを擁し、近畿地区実業団としてはトップレベルであり、地区代表として全国大会出場経験がある。
春光グループの春光懇話会および大輪会の会員企業である。

## 関連会社
- 中国電線工業株式会社
- タツタ立井電線株式会社
- タツタ ウェルフェアサービス株式会社
- 株式会社タツタ環境分析センター